# 沃尔夫冈·法里安
沃尔夫冈·法里安（德語：Wolfgang Fahrian，1941年5月31日—2022年4月13日），德国男子足球运动员，场上位置是守门员。他曾代表西德国家队参加1962年国际足联世界杯，结果队伍止步八强。